# McLaren MP4/1
McLaren MP4/1 (początkowo znany jako MP4) – bolid Formuły 1 zespołu McLaren używany w sezonach 1981–1983. Był to pierwszy bolid w Formule 1 zbudowany z włókien węglowych kompozytowych (CFC), według koncepcji, która jest teraz wszechobecna.

## Połączenie McLarena i Project 4
Stajnia McLaren w 1981 r. połączyła się z zespołem Project 4 z Formuły 2, której właścicielem był Ron Dennis. Od tego czasu kolejne modele McLarena miały oznaczenia MP4/x, gdzie x jest kolejnym numerem wersji wraz z modelem MP4/1C.

## Budowa McLarena MP4/1
Głównym inżynierem odpowiedzialnym za projekt MP4 był John Barnard. Podwozie zostało zbudowane przez firmę chemiczną Hercules Aerospace, a jego konstrukcja z włókien węglowych szybko zrewolucjonizowała sposób projektowania bolidów Formuły. Nowe materiały zapewniały znacznie wyższy poziom sztywności oraz lepszą ochronę dla kierowcy. Projekt w szybkim tempie został skopiowany przez inne zespoły, a później również przez inne serie wyścigowe.

## McLaren MP4/1
Model MP4/1 miał lepsze osiągi niż M30. Wersja bez ulepszeń była używana od GP Argentyny na Autódromo Oscar Alfredo Gálvez do wyścigu w Las Vegas (MP4/1 był używany podczas jeszcze jednego wyścigu przez Niki Laudę, który zastąpił Andreę de Cesarisa w następnym sezonie). Ten model McLarena był używany przez 14 Grand Prix, w których zdobył 24 punkty, co dało zespołowi szóstą pozycję w klasyfikacji końcowej konstruktorów.

### Wyniki
| Legenda oznaczeń w tabelach wyników Wyświetl szablon na nowej stronie | Legenda oznaczeń w tabelach wyników Wyświetl szablon na nowej stronie                                                                     |
| Oznaczenie                                                            | Wyjaśnienie |
| --------------------------------------------------------------------- | --- |
| Złoty                                                                 | Zwycięzca lub mistrzostwo |
| Srebrny                                                               | 2. miejsce lub wicemistrzostwo |
| Brązowy                                                               | 3. miejsce lub II wicemistrzostwo |
| Zielony                                                               | Ukończył, punktował (w klasyfikacji generalnej, gdy zdobył co najmniej jeden punkt na przestrzeni sezonu, poza trzema powyższymi opcjami) |
| Niebieski                                                             | Ukończył, nie punktował (w klasyfikacji generalnej, gdy nie zdobył co najmniej jednego punktu na przestrzeni sezonu)                      |
| Czerwony                                                              | Nie zakwalifikował się (NZ) |
| Czerwony                                                              | Nie prekwalifikował się (NPK) |
| Różowy                                                                | Nie ukończył (NU) |
| Różowy                                                                | Niesklasyfikowany (NS) (w klasyfikacji generalnej, gdy nie został sklasyfikowany w żadnym wyścigu sezonu)                                 |
| Czarny                                                                | Zdyskwalifikowany (DK) |
| Czarny                                                                | Wykluczony (WYK/EX) |
| Biały                                                                 | Nie wystartował (NW) |
| Biały                                                                 | Kontuzjowany (K/INJ) |
| Biały                                                                 | Wyścig odwołany (OD/C) |
| Bez koloru                                                            | Został wycofany (WYC/WD) |
| Bez koloru                                                            | Nie przybył (NP/DNA) |
| Bez koloru                                                            | Nie brał udziału w treningach (NT/DNP) |
| Bez koloru                                                            | Nie został zgłoszony (–) |
| Pogrubienie                                                           | Start z pole position |
| Kursywa                                                               | Najszybsze okrążenie wyścigu |
| †                                                                     | Nie ukończył, ale jego rezultat został zaliczony ze względu na przejechanie więcej niż 90% dystansu wyścigu.                              |
| *                                                                     | Sezon w trakcie |
| 1/2/3                                                                 | Punktowana pozycja w sprincie kwalifikacyjnym                                                                                             |
| Lista systemów punktacji Formuły 1                                    | |

| Sezon | Zespół  | Silnik            | Opony | Kierowcy          | 1   | 2   | 3   | 4   | 5   | 6   | 7   | 8   | 9   | 10  | 11  | 12  | 13  | Pkt. | Msc. |
| ----- | ------- | ----------------- | ----- | ----------------- | --- | --- | --- | --- | --- | --- | --- | --- | --- | --- | --- | --- | --- | ---- | ---- |
| 1981  | McLaren | Ford Cosworth DFV | M     |                   | ARG | SMR | BEL | MCO | ESP | FRA | GBR | DEU | AUT | NLD | ITA | CAN | LVS | 30   | 6    |
| 1981  | McLaren | Ford Cosworth DFV | M     | John Watson       | NU  | 10  | 7   | NU  | 3   | 2   | 1   | 6   | 6   | NU  | NU  | 2   | 7   | 30   | 6    |
| 1981  | McLaren | Ford Cosworth DFV | M     | Andrea de Cesaris | 11  | 6   | NU  | NU  | NU  | 11  | NU  | NU  | 8   | NW  | 7   | NU  | 12  | 30   | 6    |

## McLaren MP4/1B
Na pierwszy wyścig sezonu 1982 McLaren stworzył wersję MP4/1B. Podczas tego GP poprowadził go John Watson. Niki Lauda poprowadził model MP4/1B od wyścigu w Brazylii na torze Jacarepaguá. GP San Marino zostało zbojkotowane przez wiele zespołów (w tym przez McLarena) jako część politycznej wojny, co spowodowało, że na starcie do wyścigu stanęło tylko 14 z 36 bolidów w stawce. Model MP41/B był używany przez 15 Grand Prix, w których zdobył 66 punktów, co dało mu drugą pozycję w klasyfikacji końcowej konstruktorów.

### Wyniki
| Sezon | Konstruktor | Silnik            | Opony | Kierowcy    | Wyniki w poszczególnych eliminacjach | Wyniki w poszczególnych eliminacjach | Wyniki w poszczególnych eliminacjach | Wyniki w poszczególnych eliminacjach | Wyniki w poszczególnych eliminacjach | Wyniki w poszczególnych eliminacjach | Wyniki w poszczególnych eliminacjach | Wyniki w poszczególnych eliminacjach | Wyniki w poszczególnych eliminacjach | Wyniki w poszczególnych eliminacjach | Wyniki w poszczególnych eliminacjach | Wyniki w poszczególnych eliminacjach | Wyniki w poszczególnych eliminacjach | Wyniki w poszczególnych eliminacjach | Wyniki w poszczególnych eliminacjach | Wyniki w poszczególnych eliminacjach | Wyniki kierowców | Wyniki kierowców | Wyniki konstruktora | Wyniki konstruktora |
| Sezon | Konstruktor | Silnik            | Opony | Kierowcy    | RPA                                  | BRA                                  | USW                                  | SMR                                  | BEL                                  | MCO                                  | USE                                  | CAN                                  | NLD                                  | GBR                                  | FRA                                  | DEU                                  | AUT                                  | CHE                                  | ITA                                  | LVS                                  | Punkty           | Pozycja          | Punkty              | Pozycja             |
| ----- | ----------- | ----------------- | ----- | ----------- | ------------------------------------ | ------------------------------------ | ------------------------------------ | ------------------------------------ | ------------------------------------ | ------------------------------------ | ------------------------------------ | ------------------------------------ | ------------------------------------ | ------------------------------------ | ------------------------------------ | ------------------------------------ | ------------------------------------ | ------------------------------------ | ------------------------------------ | ------------------------------------ | ---------------- | ---------------- | ------------------- | ------------------- |
| 1982  | McLaren     | Ford Cosworth DFV | M     | John Watson | 6                                    | 2                                    | 6                                    |                                      | 1                                    | NS                                   | 1                                    | 3                                    | 9                                    | NS                                   | NS                                   | NS                                   | 9                                    | 13                                   | 4                                    | 2                                    | 39               | 3                | 66                  | 2                   |
| 1982  | McLaren     | Ford Cosworth DFV | M     | Niki Lauda  | 4 w MP4/1                            | NS                                   | 1                                    |                                      | DSQ                                  | NS                                   | NS                                   | NS                                   | 4                                    | 1                                    | 8                                    | NW                                   | 5                                    | 3                                    | NS                                   | NS                                   | 30               | 5                | 66                  | 2                   |

## McLaren MP4/1C i MP4/1E
Na pierwszy wyścig sezonu 1983 McLaren stworzył wersję MP4/1C. Model ten pozwolił zawodnikom zespołu zdobycie podium w Grand Prix pięciokrotnie i był używany przez 11 Grand Prix, w których zdobył 34 punkty. Na GP Holandii McLaren i TAG przygotowały MP4/1E z silnikiem Porsche, jednak jego osiągi były niezadowalające. Model MP4/1E był najgorszą wersją modelu MP4, obaj kierowcy nie zdobyli ani jednego punktu do klasyfikacji, co było spowodowane częstymi awariami elektroniki. Model MP4/1E był używany jako wersja do testowania silnika dla modelu MP4/2.

### Wyniki
| Sezon | Konstruktor | Silnik                        | Opony | Kierowcy    | Wyniki w poszczególnych eliminacjach | Wyniki w poszczególnych eliminacjach | Wyniki w poszczególnych eliminacjach | Wyniki w poszczególnych eliminacjach | Wyniki w poszczególnych eliminacjach | Wyniki w poszczególnych eliminacjach | Wyniki w poszczególnych eliminacjach | Wyniki w poszczególnych eliminacjach | Wyniki w poszczególnych eliminacjach | Wyniki w poszczególnych eliminacjach | Wyniki w poszczególnych eliminacjach | Wyniki w poszczególnych eliminacjach | Wyniki w poszczególnych eliminacjach | Wyniki w poszczególnych eliminacjach | Wyniki w poszczególnych eliminacjach | Wyniki kierowców | Wyniki kierowców | Wyniki konstruktora | Wyniki konstruktora |
| Sezon | Konstruktor | Silnik                        | Opony | Kierowcy    | BRA                                  | USW                                  | FRA                                  | SMR                                  | MCO                                  | BEL                                  | USE                                  | CAN                                  | GBR                                  | DEU                                  | AUT                                  | NLD                                  | ITA                                  | EUR                                  | RPA                                  | Punkty           | Pozycja          | Punkty              | Pozycja             |
| ----- | ----------- | ----------------------------- | ----- | ----------- | ------------------------------------ | ------------------------------------ | ------------------------------------ | ------------------------------------ | ------------------------------------ | ------------------------------------ | ------------------------------------ | ------------------------------------ | ------------------------------------ | ------------------------------------ | ------------------------------------ | ------------------------------------ | ------------------------------------ | ------------------------------------ | ------------------------------------ | ---------------- | ---------------- | ------------------- | ------------------- |
| 1983  | McLaren     | Ford Cosworth DFV TAG/Porsche | M     | John Watson | NS                                   | 1                                    | NS                                   | 5                                    | DK                                   | NS                                   | 3                                    | 6                                    | 9                                    | 5                                    | 9                                    | 3                                    | NS w MP4/1E                          | NS w MP4/1E                          | DSQ w MP4/1E                         | 22               | 7                | 34                  | 5                   |
| 1983  | McLaren     | Ford Cosworth DFV TAG/Porsche | M     | Niki Lauda  | 3                                    | 2                                    | NS                                   | NS                                   | DK                                   | NS                                   | 13                                   | NS                                   | 6                                    | DSQ                                  | 6                                    | NS w MP4/1E                          | NS w MP4/1E                          | NS w MP4/1E                          | 11 w MP4/1E                          | 10               | 12               | 34                  | 5                   |